# ポートワイン

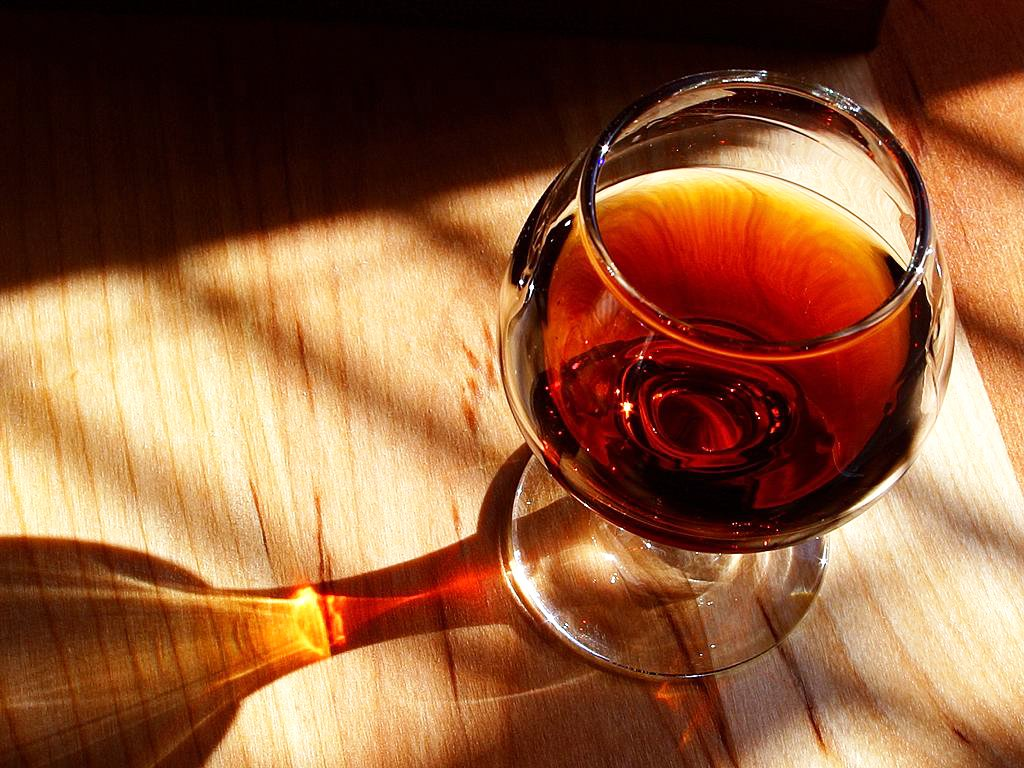
ポートワイン

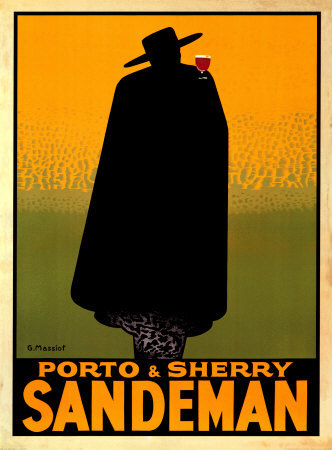
ポルトのサンデマン社のポスター（1931年）
サンデマン社はポートワインの他にもシェリー酒の製造・販売手掛けている。

ポートワイン（英語：Port Wine）またはヴィーニョ・ド・ポルト（ポルトガル語：Vinho do Porto）はポルトガル北部ポルト港から出荷される特産の酒精強化ワイン。日本の酒税法上では甘味果実酒に分類される。ポルト・ワインともいう。
ポートワインは、まだ糖分が残っている発酵途中にアルコール度数77度のブランデーを加えて酵母の働きを止めるのが特徴である。この製法によって独特の甘みとコクが生まれる。また、アルコール度数は20度前後と通常のワインの10 - 15度に対し5 - 10度程も高く、保存性が非常に優れている。このためポートワインは一度封を切っても通常のワインのように急激な風味の劣化、変化が起こることはなく、またタンニンの多少によらず長期保存が可能である。ベースとなるワインはあちらこちらで作られているが、最終的に熟成する地域が指定されていて、そこで最低3年間、樽の中で熟成されたものだけが、ポートもしくはポルトと呼ぶことができる。長いものは樽の中で40 - 50年と熟成を経て、だんだん香りを芳醇にして味わいをまろやかにしていく。
赤と白があり、赤は輝くルビー色で「ポルトガルの宝石」と称されている。一般に、白は「食前酒（アペリティフ）」としておつまみなどと一緒に、赤は「食後酒」としてチョコレートや葉巻などと一緒に飲まれている。

## 歴史
14世紀中頃からポルトガル北部で生産が始まり、18世紀にはポルト港からイングランドに大量に輸出された。ポルトガル語のポルト（Porto）は「港」の意味で、英語のポート（Port）と同源であるため、イングランドではポートワインと呼ばれ有名になった。

## 商標
ポルトガル政府は同国北部を流れるドウロ川上流（アルト・ドウロ地区）をポートワインの法定区域と定め、この地区で栽培された葡萄を原料とした酒精強化ワイン（vinho fortificado）のみにポートワインの商標を認めている。ポートワインのその品質も政府機関で厳しく管理されている。EU諸国ではこの呼称は厳格に守られているが、アメリカ、オーストラリアなどでは同種の自国産酒精強化ワインをポートワインと呼ぶこともある。日本でもかつては、ポートワインを名乗る甘味果実酒が多かったが、現在は赤玉ポートワインが赤玉スイートワインとなったように商品名を改めている。